# Старый Алтынжар
Ста́рый Алтынжа́р — посёлок в Володарском районе Астраханской области России. Входит в состав Новинского сельсовета. Население 102 человек (2010), 99 % из них — казахи.

## География
Посёлок расположен в юго-восточной части Астраханской области, в дельте реки Волги и находится на острове, образованном реками Белый Ильмень и Камардан. Уличная сеть состоит из одного географического объекта: ул. Дорожная
Абсолютная высота 26 метров ниже уровня моря
.
Климат
умеренный, резко континентальный, характеризуется высокими температурами летом и низкими — зимой, малым количеством осадков, а также большими годовыми и летними суточными амплитудами температуры воздуха.

## Население
| 2002 | 2010 |
| ---- | ---- |
| 93   | ↗102 |

Национальный и гендерный состав
По данным Всероссийской переписи, в 2010 году численность населения составляла 102 человека (по 51 мужчине и женщине, 50,0 % в каждой когорте).
Согласно результатам переписи 2002 года, в национальной структуре населения казахи составляли 99 % от 92 жителей.
| Национальность | Численность (2010) | Процент |
| -------------- | ------------------ | ------- |
| Казахи         | 97                 | 100%    |
| Всего          | 97                 | 100%    |

## Инфраструктура
Нет данных

## Транспорт
Проходит региональной автотрассе Володарский — Кошеванка (идентификационный номер 12 ОП РЗ 12Н 026). Остановка общественного транспорта «Старый Алтынжар».